# Quận Essex, New York
Quận Essex (tiếng Anh: Essex County) là một quận trong tiểu bang New York, Hoa Kỳ. Tên được đặt theo Essex ở Anh. Quận lỵ là Elizabethtown6. Theo điều tra dân số năm 2000 của Cục điều tra dân số Hoa Kỳ, quận này có dân số 38.851 người 2.

## Địa lý
Theo Cục điều tra dân số Hoa Kỳ, quận có tổng diện tích 4962 kilômét vuông, trong đó có 311 km2 là diện tích mặt nước.